# Dasumia kusceri
Dasumia kusceri là một loài nhện trong họ Dysderidae.
Loài này thuộc chi Dasumia. Dasumia kusceri được miêu tả năm 1935 bởi Kratochvíl.